# 歯の博物館 (岐阜県)
歯の博物館（はのはくぶつかん）とは、かつて岐阜県岐阜市に存在した博物館である。岐阜県歯科医師会が運営していた。
来館者数の減少もあり、2010年（平成22年）2月6日に閉館された。

## 概要
- 1982年（昭和57年）に開館。「歯の博物館」という博物館は、愛知県、神奈川県にもあるが、岐阜県の「歯の博物館」が日本で最初である。
- 歯に関する専門の博物館であり、歯に関連する様々な資料が展示されていた。

### 主な展示物
- 動物の歯（サメ、モグラ、ピラニア、クジラなど）
- 人体模型（透明）
- 歯の模型
- 歯の病気、歯茎の病気
- ツゲ製入れ歯（江戸時代）　など

## 開館時間など
- 開館時間：10:00～16:00
- 休館日：毎週土・日・月曜日など
- 入館料：無料

## 交通アクセス

### 自動車
- 国道21号下川手ICより岐阜県道・愛知県道14号岐阜稲沢線を約1km北上。「城南通3」交差点から岐阜県道1号岐阜南濃線を西へ約0.5km。
  - 駐車場は5台しかない。

### 鉄道
- 名古屋鉄道名古屋本線茶所駅より徒歩15分。

### バス（当時の路線）
- 岐阜バス「城南通り」バス停下車、徒歩8分。
  - 「県庁」「県民ふれあい会館」（加納高校経由）行き。
- 岐阜バス「加納中学校前」バス停下車、徒歩3分。
  - 「川島松倉」、「長平」、「岐南営業所」行き。

## 閉館後の状況
- 展示品の大部分は岐阜県歯科医師会が保存している。
- 閉館後も岐阜県歯科医師会内の歯の博物館のホームページで、展示物の画像は閲覧可能。